# Karl Larsen (pisarz)

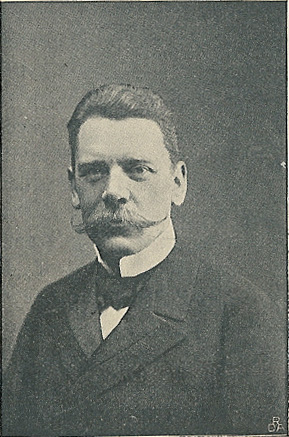
Karl Larsen

Karl Halfdan Edward Larsen (ur. 28 lipca 1860 w Rendsburgu, Niemcy, zm. 11 lipca 1931 w Kopenhadze) – pisarz duński.
Kształcił się w Kopenhadze, wiele podróżował. Napisał m.in.:
- Pstra Księga (Den brogede Bog, 1891);
- Modet og den blanke Klinge (1897);
- Poetik Tyskland (1898)